# Benz Velo
Benz Velo – czterokołowy samochód produkowany w latach 1894–1895 przez firmę Benz & Cie.
Model Velo miał otwarte nadwozie z czterema siedzeniami (dwie kanapy umieszczone naprzeciw siebie), koła typu rowerowego, lane ogumienie, hamulec awaryjny oraz ręczny. Silnik umieszczony z tyłu miał moc 3 KM, co pozwalało na osiągnięcie prędkości maksymalnej około 30 km/h.